# Nadleśnictwo Jugów
Nadleśnictwo Jugów – nadleśnictwo należące do RDLP Wrocław, położone w powiecie kłodzkim, obejmujące  część terenu Gór Sowich, Gór Bardzkich, Obniżenia Ścinawki oraz Obniżenia Noworudzkiego. Nadleśnictwo Jugów obejmuje obszar 9734 ha. Nadleśnictwo zostało utworzone w 1945 r., ówcześnie nazywając się "Nadleśnictwo Pogórze".

## Położenie
Nadleśnictwo znajduje się w południowej części województwa dolnośląskiego, na granicy z Czechami. Znajduje się w makroregionie Sudetów Środkowych, w mezoregionie Obniżenie Noworudzkie. Teren nadleśnictwa obejmuje: Góry Sowie, Bardzkie oraz Wzgórza Ścinawskie.

## Jednostki organizacyjne
- Obręb Jugów
  - Leśnictwo Świerki
  - Leśnictwo Kalenica
  - Leśnictwo Zdrojowisko
  - Leśnictwo Przygórze
  - Leśnictwo Nowa Wieś
  - Leśnictwo Ścinawka
- Obręb Kłodzko
  - Leśnictwo Bożków
  - Leśnictwo Czerwieńczyce
  - Leśnictwo Wojbórz
  - Leśnictwo Słupiec

## Ochrona Przyrody
Nadleśnictwo Jugów obejmuje obszar zróżnicowanych w faunę i florę gór Sudetów.

### Parki Krajobrazowe
- Park Krajobrazowy Gór Sowich

### Obszary chronionego krajobrazu
- Obszar chronionego krajobrazu Gór Bardzkich i Sowich

### Obszary Natura 2000
- PLH020071 Ostoja Nietoperzy Gór Sowich
- PLH020043 Przełom Nysy Kłodzkiej koło Morzyszowa
- PLB020010 Sudety Wałbrzysko - Kamiennogórskie

### Pomniki Przyrody
- Na terenie nadleśnictwa znajduje się łącznie 26 pomników przyrody[3][4]